# Narikombu
Narikombu  là một thị trấn ở miền Nam bang Karnataka, Ấn Độ.